# بني فودة
بني فودة (بالإنجليزية: Beni Fouda)‏ هي مدينة وبلدية جزائرية تابعة إداريا وإقليميا إلى دائرة جميلة الكائنة في ولاية سطيف، تقع شمال ولاية سطيف، وتبعد عن مدينة سطيف 26 كلم، وهي بلدية مساحتها 158.98 كم2، وتعدادها السكاني حوالي 17667 نسمة، إحصاء 2008 ميلادي، يمارس سكانها الزراعة وتربية الماشية، وتشتهر بتربية الدواجن بجميع أنواعها، كما تعرف بتسمين العجول، وتربية أبقار الحليب، كما يمارسون التجارة، والصناعة والحرف، ومن أهم مواردها الاقتصادية السياحة، فهي تضم أماكن طبيعية خلابة، كما تضم منابع للمياه العذبة.

## حقائق سريعة
- بني فودة إحدى بلديات ولاية سطيف الجزائرية.
- بني فودة بلدية ومدينة جزائرية تابعة إقليمياً وإدارياً إلى دائرة جميلة التابعة إلى ولاية سطيف الجزائرية.
- تقع بلدية بني فودة شمال شرق الجزائر، وفي شمال ولاية سطيف عاصمة الهضاب العليا، شمال مركز الولاية مدينة سطيف الجزائرية في الجهة الشرقية من إقليم الهضاب العليا، وفي الإقليم الشمال الشرقي الجزائري.
- تقع بلدية بني فودة على دائرة عرض : 36.2769756 وخط طول : 5.4287393، وعلى ارتفاع 863 متر فوق سطح البحر، في الموقع الفلكي 36° 17′ 10″ شمالاً, 4° 36′ 26″ شرقاً.
- يمر بـ بلدية بني فودة الطريق الوطني رقم 77، والطريق الولائي رقم 117، والطريق الولائي رقم 118، والطريق الولائي رقم 169.
- يوجد في بلدية بني فودة شبكة من الطرق البلدية والتي تربط جميع الأماكن الحضرية، والتجمعات السكانية بـ البلدية ببعضها البعض.

## لمحة عن المنطفة
تقع بلدية بني فودة أو بني فضة أو كما كانت تسمى إبان الاستعمار الفرنسي Sillègue شمال شرق ولاية سطيف؛ عاصمة الهضاب العليا الجزائرية، تحدها شمالا بلديتا الدهامشة وعين الكبيرة ومن الشمال الشرقي بلدية معاوية وشرقا بلديتا جميلة وتاشودة وغربا بلديتا أولاد عدوان وأوريسيا ومن الجنوب الشرقي بلدية القلتة الزرقاء ومن الجنوب الغربي بـلدية سطيف وجنوبا بلدية أولاد صابر.
كما يقدر ارتفاع البلدية عن سطح البحر بحوالي 863 م عند مركز المدينة عين مياطة قديما و920 م عند خزان المياه القديم غير أن أعلى هضبة بها هي هضبة شيرهم والتي يقدر ارتفاعها عن سطح البحر بحوالي 1265 م عند المتوسطة الجديدة، وتضم البلدية سلسلة جبال قديمة التكوين مفلطحة الشكل نتيجة التعري الحاصل لها منذ ملايين السنين تدعى جبال مجونس، يبلغ ارتفاع أعلى قمة بها حوالي 1420 م كانت قديما مسكنا لعرش أمليزة أكبر عروش البلدية، بالإضافة إلى الجنة الضائعة وادي الصفصاف والذي يعد قبلة هامة للزوار والسياح بفضل مياهه الدافقة على مدار العام والبساتين المترامية على أطرافه والتي ترسم لوحات فنية رائعة من جمال الطبيعة، ونسيمه الآخذ للأنفس صيفا، هذا وتنبع مياه الوادي من أعالي شيرهم وأيضا المنطقة المسماة رأس العين، ويعتبر خبراء الجيولوجيا منطقة الوادي من أهم المناطق الأثرية بالجزائر حيث يأكدون على تواجد مدينة رومانية كبيرة مطمورة تحت سكانه، حاولت هيئات الحكومة عدة مرات حفرها لكن المحاولات لم تكن جادة بسبب الكثافة السكانية العالية بالوادي.
وبحكم موقعها ضمن الهضاب العليا وارتفاعها عن سطح البحر وتواجدها في ظل المطر لجبال مجونس فإن المناخ السائد بالبلدية هو المناخ القاري شبه الجاف، الذي يتميز بشتاء شديد البرودة مع تساقط للأمطار وأيضا بعض الثلوج الكثيفة على فترات منه بإمكانها أن تتجاوز المترين بجبال مجونس والمتر بثنية شيرهم خلال الأعوام الجيدة، بالإضافة إلى تشكل الصقيع طلية الشتاء، وصيف شديد الحرارة وجاف تماما، إلا أنه وبعد الانتهاء من أشغال سد ذراع الديس ببلدية تاشودة الذي يعد ثالث أكبر سد بالجزائر يتوقع ارتفاع قياسي للرطوبة بالمنطقة قد يذهب تماما ثلوج الشتاء والصقيع المعتاد، أما في الوقت الحاضر فالمنطقة الآن تعاني تدهورا وتداخلا كبير في الفصول وشح كبير للأمطار أثر كثيرا على الإنتاج الزراعي للمنطقة وعلى مخزون الأودية لا سيما وادي الصفصاف ووادي الذهب بالإضافة إلى الغبار المتطاير من مصنع الإسمنت عين الكبيرة والهزات الأرضية الدورية لاستعمال الديناميت بجبال مجونس والذي بدوره أثر كثيرا على الأراضي المجاورة له والمياه الجوفية دون أي تدخل من المسؤولين لحل المشكل بتركيب مصفاة له.

## تاريخها
لقد بنيت مدينة بني فودة بشكلها الجديد إبان الإستعمار الفرنسي أواخر القرن التاسع عشر حيث كانت عبارة عن تجمع لمزارع المعمرين مع فيلات فخمة لما كانت تتميز بتربتها السوداء الخصبة، ومع توالي السنين بنى بها الاستعمار ثكنة عسكرية وسجنا، وانتظمت شوارعها لتصبح قرية بطابع فرنسي وحولها منازل الفقراء المستضعفين من العمال والخدم وخلال هاته الفترة كان الاستعمار الفرنسي يمارس سياسة الأرض المحروقة في حق سكانها الأصليين الذين اختاروا الجبال ملاذا لهم على غرار عروش أمليزة وبوطويل وأولاد علي بن ناصر، فسمى الاستعمار بني فودة آنذاك باسم المعمر الفرنسى سيلاق Sillègue والذي أطلق أيضا اسمه على شارع بمدينة سطيف وهو شارع مشهور بالمدينة كان يؤدي مباشرة إلى بني فودة، لذلك من الغريب جدا أن تجد مواطنا يعيش بمدينة سطيف قرب هذا الشارع ولا يعرف بني فودة.
كل ممارسات الاستعمار أنجبت من صلب السكان الأصليين رجالا نافحوا عن أراضيهم وممتلكاتهم من أمثال المجاهد البطل عمر محمد والشهيد لطرش الطاهر والمجاهد حصوص أحمد والمجاهد الهادي نور الدين وكثير من خيرة هاته المنطقة.
ثم عينت بني فودة بلدية سنة 1958، حيث لم تكن موجودة أصلا بلدية حمام السخنة التي هي دائرة الآن وبلدية قجال التي هي دائرة أيضا وعدة دوائر لم تكن موجودة أوجدت بعد ذلك، ومع ذلك تطور الحال بهاته المناطق إلا بلدية بني فودة هي على حالها حتى معالمها التاريخية اندثرت.

## حاضرها
أنجبت البلدية بعد الاستقلال رجالا وأي رجال من خيرة ما أنجب الوطن في البلدية التي أنجبت دكاترة وأساتذة، تقلدوا مناصب عدة في مخلف المؤسسات، وعدد الطلبة الجامعيين بها بالآلاف وأيضا الأطباء والهندسين المهاجرين بالخارج يعملون بكبريات الشركات العالمية، أيضا الكاتب والصحفي المشهور عبد العزيز غرمول هو من أبنائها.
يتولى رئاسة المجلس الشعبي البلدي بها حاليا السيد : جلابي اليامين (مهندس دولة في الإلكتروتقني، متحصل على شهادة الدراسات المعمقة DEA في الشبكات الكهربائية، أستاذ تعليم متوسط لغة فرنسية) من حزب حركة مجتمع السلم بعد تحالفه مع حزب التجمع الوطني الديمقراطي في انتخابات 2012.
Syleg 

## التركيبة السكانية
ككل المناطق والبلديات الجزائرية يحتل الشباب النسبة الأكبر من عدد سكان بلدية بني فودة.

## اللغة
يتكلم سكان بلدية بني فودة اللهجة الجزائرية الشرقية، اللغة العربية.

## القانون
يطبق في بلدية بني فودة قوانين الجمهورية الجزائرية الديمقراطية الشعبية.

## الاقتصاد
تتميز بلدية بني فودة بتنوع الأنشطة الاقتصادية فيها، كالفلاحية منها وبجميع أنواعها من الزراعة وغرس الأشجار المثمرة، وتربية المواشي، والدواجن بمختلف أنواعها، وتعرف أيضا بتسمين العجول، وتربية أبقار وماعز الحليب، كما تعرف المنطقة نشاطاً مميزا في مجال الصناعات والحرف التقليدية....

### الفلاحة
تعرف بلدية بني فودة نشاطات فلاحية متنوعة، كالزراعة وتربية الماشية، والدواجن، وتربية النحل..

#### الزراعة
تتميز بلدية بني فودة بكثافة وتنوع النشاط الزراعي بها، من زراعة القمح بصنفيه اللين والصلب، والشعير، والشوفان، كما تعرف أيضا بزراعة الباقوليات، والخضروات بجميع أنواعها، وتعرف بجودة منتوجها في البَطَاطا أو البَطَاطِس...

#### البساتين
عرفت بلدية بني فودة مؤخرا بغرس الأشجار المثمرة...

#### تربية المواشي
تعرف بلدية بني فودة بتربية المواشي، بمختلف أنواعها، من أبقار، وماعزٍ، وضأن، كما تعرف بتسمين العجول، وعرفت مؤخرا بتربية الجواميس...

#### تربية الدواجن
تعرف بلدية بني فودة، بتربية، الدواجن وبمختلف أنواعها، من دجاج البيض والإستهلاك، وتربية الدجاج البلدي بشكل حديث، أيضا تربية الديك الرومي والحبشي، وطائر السمان، والحمام...

#### تربية النحل وإنتاج العسل
تعرف بلدية بني فودة نشاطاً متميزاً في مجال تربية النحل وإنتاج العسل الحر الطبيعي، وتعرف بجودة ووفرة هذا المنتوج...

### الصناعة التقليدية والحرف
تتميز بلدية بني فودة بنشاط مميز في مجال الصناعية والحرف التقليدية، كصناعة الفخار والخزف، أيضا النحاس، وتتميز بـ صناعة الفضة، وحلي الأحجار الكريمة، كما نعرف أيضا بنسيج السجاد التقليدي (الزرابي)، وتعرف أيضا بصناعة الملابس التقليدية النسوية منها والرجالية والطفولية...

### التجارة
تعرف بلدية بني فودة مؤخرا نشاطات تجارية كثيرة متميزة ومختلفة...

## جغرافيا
توجد بلدية بني فودة شمال شرق البلاد (الجزائر)، ضمن الإقليم الشمالي الشرقي الجزائري، وفي إقليم الهضاب العليا، في الجهة الشرقية من الإقليم، وبالضبط في عاصمة الهضاب العليا (ولاية سطيف)، في الجهة الشمالية من الولاية، على دائرة عرض : 36.2835814 وخط طول : 5.5659303 وعلى ارتفاع 863 متر فوق سطح البحر.

### الموقع
* الموقع الجغرافي: بني فودة Beni Fouda
- الإحداثيات: 36°17′10″N 5°36′26″E / 36.28611°N 5.60722°E

36° 19′ 00″ شمالاً, 4° 50′ 00″ شرقاً
- دائرة عرض : 36.2835814
- خط طول : 5.5659303
- الارتفاع : 863 متر فوق سطج البحر

### الطبوغرافيا
تقع بلدية بني فودة شمال شرق الجزائر، شمال ولاية سطيف، على دائرة عرض : 36.2835814 وخط طول :
```
5.5659303، وعلى ارتفاع 863 متر فوق سطح البحر، في الموقع الفلكي : 36° 17′ 10″ شمالاً , 5° 36′ 26″ شرقاً، بـ 
إقليم
 
الهضاب العليا
، في الجهة الشرقية منه، وضمن 
الإقليم
 الشمال الشرقي الجزائري، تكثر بها التجمعات السكانية، والأماكن الحيوية، وتتمركز في كل أماكن قطر المنطقة، وسطاً، وشمالاً وجنوباً، وشرقاً، وغرباً...
[
4
]
[
5
]
```

## المناخ
- مناخ بني فودة متوسطي (أقاليم مناخية: Csa)

* الطقس : بني فودة Beni Fouda
تتميز بلدية بني فودة بشتاء بارد وممطر، كما تعرف المنطقة هطول ثلوج كثيفة لأيام عديدة من فصل الشتاء، وبداية فصل الربيع " كالعديد من المناطق الداخلية الجزائرية "، أما فصل الصيف فهو حار نسبيا وجاف.
| البيانات المناخية لـبلدية بني فودة                                                                         | البيانات المناخية لـبلدية بني فودة | البيانات المناخية لـبلدية بني فودة | البيانات المناخية لـبلدية بني فودة | البيانات المناخية لـبلدية بني فودة | البيانات المناخية لـبلدية بني فودة | البيانات المناخية لـبلدية بني فودة | البيانات المناخية لـبلدية بني فودة | البيانات المناخية لـبلدية بني فودة | البيانات المناخية لـبلدية بني فودة | البيانات المناخية لـبلدية بني فودة | البيانات المناخية لـبلدية بني فودة | البيانات المناخية لـبلدية بني فودة | البيانات المناخية لـبلدية بني فودة |
| الشهر | يناير                              | فبراير                             | مارس                               | أبريل                              | مايو                               | يونيو                              | يوليو                              | أغسطس                              | سبتمبر                             | أكتوبر                             | نوفمبر                             | ديسمبر                             | المعدل السنوي                      |
| --- | ---------------------------------- | ---------------------------------- | ---------------------------------- | ---------------------------------- | ---------------------------------- | ---------------------------------- | ---------------------------------- | ---------------------------------- | ---------------------------------- | ---------------------------------- | ---------------------------------- | ---------------------------------- | ---------------------------------- |
| الدرجة القصوى °م (°ف)                                                                                      | 20.3 (68.5)                        | 23.0 (73.4)                        | 29.1 (84.4)                        | 30.3 (86.5)                        | 36.0 (96.8)                        | 38.6 (101.5)                       | 39.5 (103.1)                       | 40.0 (104.0)                       | 37.2 (99.0)                        | 34.0 (93.2)                        | 25.0 (77.0)                        | 23.7 (74.7)                        | 40.0 (104.0)                       |
| متوسط درجة الحرارة الكبرى °م (°ف)                                                                          | 9.5 (49.1)                         | 10.0 (50.0)                        | 12.9 (55.2)                        | 14.2 (57.6)                        | 19.1 (66.4)                        | 20.6 (69.1)                        | 29.0 (84.2)                        | 30.7 (87.3)                        | 24.1 (75.4)                        | 17.2 (63.0)                        | 12.6 (54.7)                        | 8.3 (46.9)                         | 17.3 (63.2)                        |
| المتوسط اليومي °م (°ف)                                                                                     | 7.1 (44.8)                         | 8.1 (46.6)                         | 9.6 (49.3)                         | 10.4 (50.7)                        | 14.6 (58.3)                        | 19.5 (67.1)                        | 22.2 (72.0)                        | 21.2 (70.2)                        | 18.4 (65.1)                        | 14.4 (57.9)                        | 10.4 (50.7)                        | 8.9 (48.0)                         | 13.7 (56.7)                        |
| متوسط درجة الحرارة الصغرى °م (°ف)                                                                          | 3.6 (38.5)                         | 2.1 (35.8)                         | 2.2 (36.0)                         | 3.5 (38.3)                         | 8.0 (46.4)                         | 9.3 (48.7)                         | 14.3 (57.7)                        | 17.6 (63.7)                        | 12.7 (54.9)                        | 9.5 (49.1)                         | 6.1 (43.0)                         | 3.4 (38.1)                         | 7.7 (45.8)                         |
| أدنى درجة حرارة °م (°ف)                                                                                    | −6.0 (21.2)                        | −7.6 (18.3)                        | −4.0 (24.8)                        | −2.2 (28.0)                        | 1.0 (33.8)                         | 4.0 (39.2)                         | 6.7 (44.1)                         | 9.0 (48.2)                         | 7.0 (44.6)                         | 2.0 (35.6)                         | −4.0 (24.8)                        | −5.0 (23.0)                        | −7.6 (18.3)                        |
| الهطول مم (إنش)                                                                                            | 60.6 (2.39)                        | 54.3 (2.14)                        | 56.8 (2.24)                        | 48.2 (1.90)                        | 37.5 (1.48)                        | 18.9 (0.74)                        | 8.9 (0.35)                         | 12.2 (0.48)                        | 26.4 (1.04)                        | 28.4 (1.12)                        | 33.5 (1.32)                        | 61.1 (2.41)                        | 446.8 (17.61)                      |
| متوسط الأيام الممطرة (≥ 1 mm)                                                                              | 9                                  | 7                                  | 6                                  | 7                                  | 10                                 | 5                                  | 8                                  | 9                                  | 16                                 | 14                                 | 18                                 | 22                                 | 131                                |
| متوسط الأيام المثلجة (≥ 1 cm)                                                                              | 22                                 | 18                                 | 19                                 | 16                                 | 0                                  | 0                                  | 0                                  | 0                                  | 1                                  | 4                                  | 8                                  | 10                                 | 98                                 |
| متوسط الرطوبة النسبية (%)                                                                                  | 69.9                               | 57.3                               | 63.1                               | 62.6                               | 58.0                               | 45.8                               | 38.8                               | 42.9                               | 55.9                               | 59.3                               | 65.8                               | 69.7                               | 57.4                               |
| المصدر #1: الإدارة الوطنية للمحيطات والغلاف الجوي (فترة : 1961–1990)                                       |                                    |                                    |                                    |                                    |                                    |                                    |                                    |                                    |                                    |                                    |                                    |                                    |                                    |
| المصدر #2: climatebase.ru (الدرجات القصوى، الرطوبة) المصدر الثالث : Climate Zone (الأيام الممطرة والمثلجة) |                                    |                                    |                                    |                                    |                                    |                                    |                                    |                                    |                                    |                                    |                                    |                                    |                                    |

## مشاريع تنموية
ستشهد بلدية بني فودة في المستقبل القريب أهم المشاريع التنموية، خاصة في مجالات الفلاحة، والحرف والصناعة التقليدية، والسياحة، هذا ما سيوفر الكثير من مناصب الشغل...

## مواضيع ذات صلة

### وصلات داخلية
- ولاية سطيف
- دائرة جميلة